# Ligne 8 du métro de Shanghai
Pour les articles homonymes, voir Ligne 8.
La ligne 8 est une ligne nord-sud du réseau de métro de Shanghai, en Chine. Elle part de Shiguang Road, dans le district de Yangpu, et va jusqu'à Shendu Highway, dans le district de Minhang. La ligne est de couleur bleue sur les cartes.

À l'échelle de la carte de la ligne 8 du métro de Shanghai

## Itinéraires de service
- Rue Shiguang — Autoroute de Shendu
- Middle Yanji Road — Oriental Sports Center

## Stations
| Service routes | Service routes | Stations                 | Stations     | Connexions                                                   | Distance km | Distance km | Localisation |
| Service routes | Service routes | Anglais                  | Chinois      | Connexions                                                   | Distance km | Distance km | Localisation |
| -------------- | -------------- | ------------------------ | ------------ | ------------------------------------------------------------ | ----------- | ----------- | ------------ |
|                |                |                          |              |                                                              |             |             |              |
| ●              |                | Shiguang Road            | 市光路       |                                                              | 0.00        | 0.00        | Yangpu       |
| ●              |                | Nenjiang Road            | 嫩江路       |                                                              | 0.88        | 0.88        | Yangpu       |
| ●              |                | Xiangyin Road            | 翔殷路       |                                                              | 1.07        | 1.95        | Yangpu       |
| ●              |                | Huangxing Park           | 黄兴公园     |                                                              | 1.04        | 2.99        | Yangpu       |
| ●              | ●              | Middle Yanji Road        | 延吉中路     |                                                              | 0.85        | 3.84        | Yangpu       |
| ●              | ●              | Huangxing Road           | 黄兴路       |                                                              | 1.41        | 5.25        | Yangpu       |
| ●              | ●              | Jiangpu Road             | 江浦路       |                                                              | 1.04        | 6.29        | Yangpu       |
| ●              | ●              | Anshan Xincun            | 鞍山新村     |                                                              | 0.88        | 7.17        | Yangpu       |
| ●              | ●              | Siping Road              | 四平路       | Ligne 10 du métro de Shanghai                                | 0.81        | 7.98        | Hongkou      |
| ●              | ●              | Quyang Road              | 曲阳路       |                                                              | 1.07        | 9.05        | Hongkou      |
| ●              | ●              | Hongkou Football Stadium | 虹口足球场   | Ligne 3 du métro de Shanghai                                 | 1.47        | 10.52       | Hongkou      |
| ●              | ●              | North Xizang Road        | 西藏北路     |                                                              | 1.27        | 11.79       | Jing'an      |
| ●              | ●              | Zhongxing Road           | 中兴路       |                                                              | 1.23        | 13.02       | Jing'an      |
| ●              | ●              | Qufu Road                | 曲阜路       | Ligne 12 du métro de Shanghai                                | 1.19        | 14.21       | Jing'an      |
| ●              | ●              | People's Square          | 人民广场     | Ligne 2 du métro de Shanghai · Ligne 1 du métro de Shanghai  | 1.18        | 15.39       | Huangpu      |
| ●              | ●              | Dashijie                 | 大世界       |                                                              | 0.74        | 16.13       | Huangpu      |
| ●              | ●              | Laoximen                 | 老西门       | Ligne 10 du métro de Shanghai                                | 0.96        | 17.09       | Huangpu      |
| ●              | ●              | Lujiabang Road           | 陆家浜路     | Ligne 9 du métro de Shanghai                                 | 0.85        | 17.94       | Huangpu      |
| ●              | ●              | South Xizang Road        | 西藏南路     | Ligne 4 du métro de Shanghai                                 | 1.12        | 19.06       | Huangpu      |
| ●              | ●              | China Art Museum         | 中华艺术宫   |                                                              | 2.11        | 21.17       | Pudong       |
| ●              | ●              | Yaohua Road              | 耀华路       | Ligne 7 du métro de Shanghai                                 | 0.90        | 22.07       | Pudong       |
| ●              | ●              | Chengshan Road           | 成山路       | Ligne 13 du métro de Shanghai                                | 0.90        | 22.97       | Pudong       |
| ●              | ●              | Yangsi                   | 杨思         |                                                              | 1.13        | 24.10       | Pudong       |
| ●              | ●              | Oriental Sports Center   | 东方体育中心 | Ligne 6 du métro de Shanghai · Ligne 11 du métro de Shanghai | 1.67        | 25.77       | Pudong       |
| ●              |                | Lingzhao Xincun          | 凌兆新村     |                                                              | 1.83        | 27.60       | Pudong       |
| ●              |                | Luheng Road              | 芦恒路       |                                                              | 2.57        | 30.17       | Minhang      |
| ●              |                | Pujiang Town             | 浦江镇       |                                                              | 2.61        | 32.78       | Minhang      |
| ●              |                | Jiangyue Road            | 江月路       |                                                              | 1.39        | 34.17       | Minhang      |
| ●              |                | Lianhang Road            | 联航路       |                                                              | 1.20        | 35.37       | Minhang      |
| ●              |                | Shendu Highway           | 沈杜公路     | Ligne Pujiang & Bus rapid Fengpu BRT                         | 1.36        | 36.73       | Minhang      |
|                |                |                          |              |                                                              |             |             |              |

### Stations importantes
- Hongkou Football Stadium: dans cette station, les passagers peuvent prendre la ligne 3. Auparavant il fallait sortir de la station pour effectuer le transfert, maintenant il est possible de le faire directement en traversant un centre commercial.
- People's Square: les passagers peuvent prendre la ligne 1 et la ligne 2. C'est une des stations de métro principales de Shanghai, située en centre ville, avec accès à des zones de commerce et touristiques majeures.
- South Xizang Road: The first platform to platform interchange station in the Shanghai Metro network. permet d'accéder à la ligne 4.

## Historique
La phase d'essai, de Shiguang Road à Yaohua Road, a commencé le 17 septembre 2007 puis la ligne a été officiellement mise en service le 29 décembre 2007.
Le deuxième tracé, de Yaohua Road à Shendu Highway, a été mis en service le 5 juillet 2009.
Deux stations ont ouvert plus tard que le reste de la ligne : le China Art Museum (en septembre 2012) et l' Oriental Sports Center (ouvert en avril 2011).
Les rames de la ligne 8 utilisées sont de taille C. Chaque train est composé de six ou sept voitures (les plates-formes sont conçues pour accueillir jusqu'à 8 voitures). La capacité de cette ligne est relativement plus faible que les autres lignes du métro de Shanghai qui sont de taille A, en conséquence cette ligne est extrêmement bondée. Cela a suscité beaucoup de doutes parmi le public quant à la capacité du métro de Shanghai de prédire avec précision les flux de passagers pour les futures lignes. Il a été révélé qu'à l'origine la ligne 8 devait avoir une fréquentation quotidienne à court terme de 400 000 à 500 000 personnes par jour, ce qui justifie l'utilisation de trains de taille A, plus grands. Ceci n'est pas surprenant étant donné que la ligne 8 dessert certains des quartiers les plus denses de Shanghai et plusieurs attractions majeures. Cependant, la prévision a été abaissée à 200 000 personnes par jour. Shanghai Alstom a pu donc vendre des trains de taille C pour la ligne 8. Il n'y a pas de solution à court terme pour répondre a cette surpopulation : il n'est en effet pas possible de changé en taille A à cause des problèmes de gabarits. Des services de bus de secours parallèles à la ligne ont été mis en place.
Le 4 mai 2017, il a été annoncé que le troisième tronçon sera renommé ligne Pujiang. Ce sera une ligne de 6,7 km reliant la station Shendu Highway à la station Huizhen Road. Il utilisera la technologie des pneus en caoutchouc Bombardier Innovia APM 300. Le 13 janvier, Bombardier a réalisé la première livraison. Cette ligne a ouvert le 31 mars 2018.
| Segment (Anglais)            | Commencement      | Longueur               | Station (s) | Nom     |
| ---------------------------- | ----------------- | ---------------------- | ----------- | ------- |
| Shiguang Road — Yaohua Road  | 29 décembre 2007  | 23,3 km (14,48 mi)     | 20          | Phase 1 |
| Yaohua Road — Shendu Highway | 5 juillet 2009    | 14,1 km (8,76 mi)      | 8           | Phase 2 |
| Oriental Sports Center       | 12 avril 2011     | Station de remplissage | 1           |         |
| China Art Museum             | 28 septembre 2012 | Station de remplissage | 1           |         |

## Matériel roulant
| Type   | Temps de fabrication | Séries | Ensembles | Assemblée | Remarques                  |
| ------ | -------------------- | ------ | --------- | --- | -------------------------- |
| Type C | 2006–2008            | AC07   | 28        | Tc ＋ Mp ＋ M ＋ M ＋ Mp ＋ Tc (ensemble de 6 voitures) <br> Tc ＋ Mp ＋ M ＋ T ＋ M ＋ Mp ＋ Tc (7 voitures) | Fabriqué par Alstom        |
| Type C | 2009-2012            | AC15   | 18        | Tc ＋ Mp ＋ M ＋ M ＋ M ＋ Mp ＋ Tc                                                                           | Fabriqué par CNR Changchun |
| Type C | 2010-2012            | AC15B  | 20        | Tc ＋ Mp ＋ M ＋ M ＋ M ＋ Mp ＋ Tc                                                                           | Fabriqué par CNR Changchun |

## À voir
- Parc Heping à la station Heping Road.
- Parc Pujiang à la station Shendu Highway